# Wasilij Iwanow (1894–1938)
Wasilij Timofiejewicz Iwanow (ros. Василий Тимофеевич Иванов, ur. 1894 we wsi Chołzskowo w guberni smoleńskiej, zm. 16 czerwca 1938) – radziecki funkcjonariusz służb specjalnych, komisarz bezpieczeństwa państwowego III rangi.

## Życiorys
W 1913 wstąpił do SDPRR(b), został aresztowany i zwolniony, we wrześniu 1914 ponownie aresztowany i w listopadzie 1914 wypuszczony, w styczniu 1915 po raz trzeci aresztowany i po dwóch miesiącach zwolniony. Od marca do maja 1915 służył w rosyjskiej armii, dostał się do austriackiej niewoli i do października 1918 przebywał w obozie jenieckim na Węgrzech, następnie do stycznia 1919 na leczeniu w Moskwie. Później został agentem Ludowego Komisariatu Żywności Litewsko-Białoruskiej SRR, od marca do maja 1918 był członkiem Trybunału Rewolucyjnego 8 Dywizji Piechoty, od maja do października 1919 szefem Wydziału Specjalnego Czeki 8 Dywizji Piechoty, a od października 1919 do września 1920 52 Dywizji Piechoty. Od września 1920 do lipca 1921 kierował sekcją Wydziału Specjalnego Czeki 6 Armii, od lipca do grudnia 1921 był szefem sekcji tajno-operacyjnej i zastępcą szefa Wydziału Specjalnego Czeki Charkowskiego Okręgu Wojskowego, w lutym 1922 został szefem Oddziału II Wydziału Specjalnego GPU Ukraińskiej SRR, później do kwietnia 1924 kierował Oddziałem VI tego wydziału. Od 22 kwietnia 1924 do 17 kwietnia 1925 był szefem sekcji tajno-operacyjnej GPU Ukraińskiej SRR i jednocześnie szefem Wydziału Kontrwywiadowczego GPU Ukraińskiej SRR i od 1924 do 1 sierpnia 1925 szefem charkowskiego gubernialnego oddziału GPU, od 17 kwietnia 1925 do 25 lipca 1928 szefem sekcji GPU Ukraińskiej SRR, a od 1 sierpnia 1925 do 25 lipca 1928 ponownie szefem charkowskiego gubernialnego oddziału GPU. Od 25 lipca 1928 do 1 października 1930 był szefem kijowskiego okręgowego oddziału GPU, od 15 czerwca 1930 do 18 stycznia 1934 wchodził w skład Centralnej Komisji Rewizyjnej KP(b)U, od 1 października 1930 do 5 stycznia 1932 był szefem kijowskiego sektora operacyjnego GPU, a od 5 stycznia 1932 do 2 marca 1933 pełnomocnym przedstawicielem OGPU w Iwanowskim Obwodzie Przemysłowym. Od 3 marca 1933 do 10 lipca 1934 był szefem donieckiego obwodowego oddziału GPU, od 23 stycznia 1934 do 27 maja 1937 członkiem Centralnej Komisji Rewizyjnej KP(b)U, a od 3 czerwca do 30 sierpnia 1937 członkiem KC KP(b)U. 29 listopada 1935 otrzymał stopień starszego majora bezpieczeństwa państwowego, a 3 kwietnia 1937 komisarza bezpieczeństwa państwowego III rangi, od 15 lipca 1934 do 3 kwietnia 1937 był szefem Zarządu NKWD obwodu donieckiego, a od 3 kwietnia do 20 lipca 1937 zastępcą ludowego komisarza spraw wewnętrznych Ukraińskiej SRR. 23 lutego 1928 otrzymał Order Czerwonego Sztandaru.
1 sierpnia 1937 został aresztowany, następnie skazany na śmierć i rozstrzelany.